# Brunnerswegbrücke
Die Brunnerswegbrücke ist eine Straßenbrücke über den Ruthsenbach in Darmstadt-Ost.

## Konstruktion und Geschichte
Die Brunnerswegbrücke entstand im Jahr 1882 und überspannt den Ruthsenbach. Die gemauerte Sandsteinbrücke gehört zu einer wichtigen historischen Wegeverbindung zwischen der Innenstadt und dem Darmstädter Ostwald.

## Denkmalschutz
Die einjochige Brücke mit den beidseitigen Sandsteingeländern wurde als typisches Beispiel für die Technik der 1880er Jahre in Darmstadt unter Denkmalschutz gestellt.